# Willy Ley
Willy Otto Oskar Ley (* 2. Oktober 1906 in Berlin; † 24. Juni 1969 in New York) war ein deutscher Wissenschaftspublizist, Raketenkonstrukteur und Mitbegründer des weltweit ersten Raketenflugplatzes in Berlin. Er hat auch unter dem Pseudonym Robert Wiley publiziert.

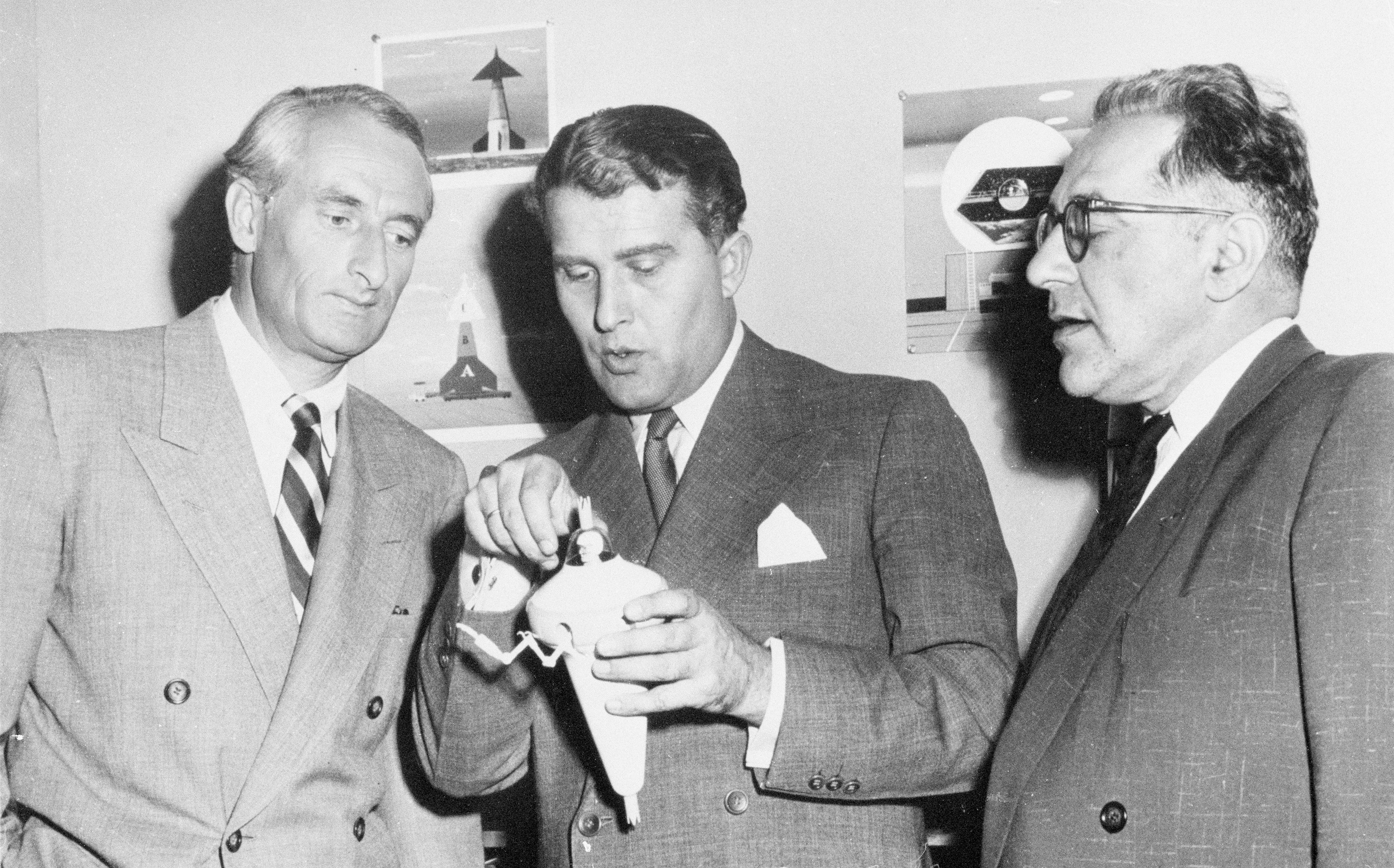
Willy Ley, in der Mitte Wernher von Braun und links Heinz Haber

## Leben
Der Sohn eines Berliner Weinhändlers studierte von 1923 bis 1927 Zoologie, Paläontologie, Astronomie und Physik in Berlin und Königsberg. 1935 wanderte er in die USA aus. Am 24. Dezember 1941 heiratete er die russischstämmige Balletttänzerin Olga Feldmann (1912–2001), mit der er zwei Töchter (Sandra und Xenia) hatte. 1944 wurde Ley US-amerikanischer Staatsbürger.

## Wirken
Während des Studiums arbeitete er in einer Großbank, dann als Verwaltungsangestellter in der Berliner Zentrale der Gutehoffnungshütte. Von Hermann Oberths Schriften angeregt, wandte er sich 1925 der Raumfahrt zu und veröffentlichte 1926 eine der ersten systematischen Studien zur Raumfahrt. Ausgehend von den fantastischen Schilderungen der Science-Fiction Autoren wie Jules Verne und Kurd Laßwitz prüft er die technischen Voraussetzungen, die in den Darstellungen von Robert Goddard aufgelistet werden. Dazu gehört für ihn zunächst die Frage, wie die besonderen, noch wenig erforschten Bedingungen der Atmosphäre und der Schwerelosigkeit beachtet werden können. Ebenso untersucht er systematisch die jeweiligen Möglichkeiten der bis dahin angedachten Raumfahrzeuge, wie modifizierte Flugzeuge oder verstärkte Schleudern für Raumkapseln. Im Ergebnis schlägt er vor, sich ausschließlich mit dem Konzept einer Rakete zu befassen und vor allem eine mögliche Außenstation für das Raumfahrzeug mit zu konzipieren. Zwar nicht Gründungsmitglied, wirkte Willy Ley kurz nach der Gründung des Vereins für Raumschiffahrt dort ab August 1927 als Mitglied Nummer 20, wurde 1929 Schriftleiter der Vereinszeitschrift 'Die Rakete' und wurde im November 1930 zweiter Vorsitzender. In diesem Verein, der auf Initiative von Max Valier entstanden war, versammelten sich viele Pioniere der Raketentechnik und Raumfahrt, wie Wernher von Braun, Hermann Oberth, Rudolf Nebel, aber auch Raketenpioniere wie der Russe Nikolai Alexejewitsch Rynin und der Franzose Robert Esnault-Pelterie. Zunächst verfasste er überwiegend fachwissenschaftliche Beiträge. 1929 folgte der technischen Zukunftsroman Die Starfield Company in einer Leipziger Zeitschrift, der dann dazu führte, dass er zusammen mit Hermann Oberth und Rudolf Nebel technischer Berater bei Fritz Langs Science-Fiction-Film Frau im Mond wurde. Diese Erfolge ermöglichten es ihm seine bisherigen hauptberufliche Tätigkeit aufzugeben und nur als Publizist zu wirken. Schon 1930 nahm er über Freunde in den USA Kontakt mit der Science-Fiction-Szene auf und berichtete u. a. in den 'Wonder Stories' über Aktivitäten der deutschen Raketenbauer, gleichzeitig schrieb er in deutschen Zeitungen über die Science-Fiction der USA. Gleichzeitig interessierte er sich für zoologische Themen, wobei er sich besonders für den Ansatz des Schweizer Naturforschers Konrad Gesner interessierte, die Existenz von Fabeltieren (wie dem Einhorn) und ausgestorbenen Rassen (z. B. dem Dodo) wissenschaftlich aufzuschlüsseln.
Als das Reichsministerium für Volksaufklärung und Propaganda 1934 festlegte, dass keine Berichte über „Raketentechnik, Raketenautos oder -flugzeuge, auch in Romanform“ veröffentlicht werden dürften, wanderte Ley mit dem Kollegen Rudolf Schäfer über Frankreich und Großbritannien in die USA aus. Zunächst wurde er wissenschaftlicher Redakteur der liberalen, kurzlebigen New Yorker Tageszeitung 'PM', dann Ingenieur am Washington Institute of Technology. Anfang der 1950er Jahre war Ley als technischer Berater für die US-amerikanischen Science-Fiction-Fernsehserie Tom Corbett, Space Cadet. Im Zusammenhang dem ‘First Symposium on Space Flight’ in New York traf er seinen ehemaligen Vereinsfreund Wernher von Braun wieder, der bereits 1945 mit weiteren Experten in der geheimen Operation Overcast in die Vereinigten Staaten geflogen wurde, aber für seine Raketenforschung noch keine institutionelle Unterstützung hatte. Ley erarbeitete zusammen mit von Braun, einem weiteren 'übernommenen' deutschen Luftwaffen-Experten, Heinz Haber, aber auch dem ungarisch-jüdischen Emigranten und Geophysiker Joseph Kaplan mehrere Grundlagenwerke. Der Durchbruch für die bemannte Raumfahrt gelang jedoch durch den Kontakte zu Walt Disney. Am 9. März 1955 wurde dessen TV-Special Man in Space gesendet und begeisterte 40 Millionen Menschen.
Ley wurde bald einer der meistgedruckten Wissenschaftspublizisten in Science-Fiction-Magazinen. Seine Artikel zu naturwissenschaftlichen Themen wie Raumfahrt, Mars, Eiszeit, Meteoriten und Chemie erschienen in vielen wichtigen Magazinen und wurden in bis zu 12 Sprachen übersetzt. Ley bot den Lesern die Möglichkeit, die wissenschaftlichen Inhalte der Storys mit dem tatsächlichen Wissen der damaligen Zeit zu vergleichen, stellte aber auch in vertretbarem Rahmen Spekulationen an, die wiederum die Phantasie anderer Autoren beflügelten.
Von 1958 an arbeitete er für die NASA. Von 1959 bis 1961 lehrte er als Honorarprofessor für Naturwissenschaften an der Fairleigh Dickinson University in Rutherford, New Jersey. Dass seine 'Spekulationen' 1969 mit der erfolgreichen Mission der Apollo 11 Wirklichkeit wurden, erlebte er nicht mehr, da er drei Wochen vorher an einem Herzinfarkt verstarb.
Leys Leiche wurde eingeäschert. Die Transporturne mit der Asche Leys wurde durch Zufall 2024 im Keller eines Hauses mit Eigentumswohnungen auf der Upper West Side gefunden. Es gibt Pläne, sie im Weltall beizusetzen.

## Auszeichnungen
Für seine Verdienste um die Popularisierung der Raumfahrt erhielt er zweimal den Hugo Award: 1953 als Feuilletonist und 1956 für seine „Fact Article or Article Series“. 1960 erhielt er die Ehrendoktorwürde der Adelphi University in Garden City, New York. Im zu Ehren wurde 1970 der Einschlagkrater Ley auf der Mondrückseite benannt.

## Publikationen
- Die Fahrt ins Weltall. Mit 19 Abbildungen von Thea Blüthner. Hachmeister & Thal, Leipzig 1926 .
- Das Drachenbuch. Plaudereien von Echsen, Lurchen und Vorweltsauriern. Bartholomäus, Erfurt u. Leipzig 1927.
- Mars der Kriegsplanet. Hachmeister u. Thal, Leipzig 1927.
- Eiszeit. Mit einem Anhang Eiszeit und Sintflut. Bartholomäus, Erfurt u. Leipzig 1927.
- als Hrsg.: Die Möglichkeit der Weltraumfahrt. Hachmeister u. Thal, Leipzig 1928 (mit Beiträgen von Hermann Oberth, Franz von Hoefft, Walter Hohmann u. a.)
- Konrad Gesner. Leben und Werk (= Münchener Beiträge zur Geschichte und Literatur der Naturwissenschaften und Medizin. Heft 15/16). Verlag der Münchner Drucke, München 1929.
- Die Starfield Company. Leipzig 1929, Neudruck, Shayol, Berlin 2011; ISBN 978-3-926126-97-9.
- Grundriß einer Geschichte der Rakete. Hachmeister u. Thal, Leipzig 1932, erschien zuerst englisch in: Astronautics. Nr. 22–24.
- Luftschutz-ABC. Hachmeister u. Thal, Leipzig 1934
- Hermann Ganswindt – „Erfinder“. In: Technik für Alle, Jahrgang 26, 1935, Heft 4, S. 106–108.
- Rockets. The future of travel beyond the stratosphere. Viking Press, New York 1944. Deutsche, um einige Fotos erweiterte Ausgabe Vorstoss ins Weltall – Rakete und Raumschiffahrt, Universum, Wien 1949.
- Pseudoscience in Naziland. In: Astounding Science Fiction. 39/3, Mai 1947, S. 90–98.
- Race to the planets. In: Mechanix Illustrated. Ausgabe Juli 1947.
- The lungfish, the dodo and the unicorn. An excursion into romantic zoology. Viking Press, New York 1948. Deutsche Ausgabe: Drachen, Riesen, seltsame Tiere von gestern und heute. Die Geschichte ihrer Entdeckung. Übersetzt von Lilo Zänkert u. Adolf Zänkert. Franckh, Stuttgart 1953.
- The conquest of space. With paintings by Chesley Bonestell. Viking Press, New York 1949. Deutsche Ausgabe Die Eroberung des Weltalls. Das moderne astronomische Weltbild jedem verständlich. Übersetzt von Franz Ludwig Neher. Kosmos, Stuttgart 1952.
- Rockets, missiles, and space travel. Viking Press, New York 1951.
- Dragons in amber. Further adventures of a romantic naturalist. Viking Press, New York 1951. Deutsche Ausgabe Bernstein, Davidshirsch und Bambusbär. Natur-romantisches Abenteuer. Übersetzt von Amélie Koehler. Franckh, Stuttgart 1956.
- mit Wernher von Braun: Die Eroberung des Weltraums. Mitarbeit Fred L. Whipple. Fischer, Frankfurt/ M. 1953.
- When the devil took the professor. In: Magazine of fantasy 1953, Heft 5, S. 53–62. Übersetzung von Kurd Laßwitz: Wie der Teufel den Professor holte von 1907, zuerst in 'Traumkristalle'.
- Aladdin's lamp. In: Magazine of fantasy 1953, Heft 5, S. 92–99. Übersetzung von Kurd Laßwitz Aladins Wunderlampe von 1888, zuerst in 'Seifenblasen' 1890.
- mit Wernher von Braun, Fred Whipple: Conquest of the moon. Viking Press, New York 1953. Deutsche Ausgabe Die Eroberung des Mondes. Übersetzt von Heinz Gartmann. Fischer, Frankfurt/ M. 1954[11]
- Engineers’ Dreams. With the author’s maps and diagrams. Phoenix House, London 1955. Deutsche Ausgabe Pläne für die Welt von morgen. Übersetzt von Ingeborg u. Horst Künnemann. Frevert, Baden-Baden 1968
- Salamanders and the other wonders. Still more adventures of a romantic naturalist. Mit Illustrationen von Olga Ley. Viking Press, New York 1955.
- Psychotomy. In: Magazine of fantasy 1955, Heft 1, S. 102–110. Übersetzung von Kurd Laßwitz: Osychotomie von 1885, zuerst in 'Seifenblasen' 1890.
- mit Wernher von Braun: The Exploration of Mars Mit Illustrationen Chesley Bonestell. Sidgwick u. Jackson, London 1956. Deutsche Ausgabe Die Erforschung des Mars. Übersetzt von Heinz Gartmann. Fischer, Frankfurt/ M. 1957.
- Vorwort zu Walter Dornberger: V-2. Viking Press, New York 1958 (Über das deutsche Raketenprojekt Aggregat 4).
- The poles. Time-Life International, New York 1962. Deutsche Ausgabe Die Pole. Übersetzt von Frauke Gewecke und Friedhelm Thiedig. Time-Life International, Niederland 1967 (Bildband zu Arktis und Antarktis).
- als Hrsg.: Harnessing Space. Mit Einleitung und Kommentaren. Macmillan, New York 1963 (Über ökonomische Nutzen der Raumfahrt).
- Watchers of the skies. An informal history of astronomy from Babylon to the space age. Sidgwick u. Jackson, London 1963. Deutsche Ausgabe Die Himmelskunde. Eine Geschichte der Astronomie von Babylon bis zum Raumzeitalter. Übersetzt von Rudolf Ritscher. Econ, Düsseldorf 1965.
- Beyond the solar system. Mit Illustrationen von Chesley Bonestell. Viking Press, New York 1964 (Astronomische Übersichtsdarstellung).
- Our Work in space. Macmillan, New York 1964.
- Vorwort zu Lawrence Maisak: Survival on the moon.Macmillan, New York 1966.
- Otto Hahn. A scientific autobiography. C. Scribner's Sons, New York 1966. Übersetzung von Otto Hahn: Vom Radiothor zur Uranspaltung. Eine wissenschaftliche Selbstbiographie. Friedr. Vieweg, Braunschweig 1962.
- Dawn of zoology. Prentice Hall, London 1968.
- The discovery of the elements. Delacorte, New York 1968.
- The meteorite craters. Mit Illustration von John Bierhorst. Weybright and Talley, New York 1968.
- Visitors from afar. The comets. Mit Zeichnungen des Autors. McGraw-Hill, New York 1969.
- Another Look At Atlantis and Fifteen Other Essays. Bell, New York 1969.